# Angela Ales Bello
Angela Ales Bello, née à Rome le 11 juillet 1939, est une philosophe italienne, fondatrice et directrice du Centre italien de recherches phénoménologiques de Rome.

## Biographie
Après des études en philosophie à l’Université de Rome « La Sapienza », elle est  professeur d'histoire de la philosophie contemporaine à l’Université pontificale du Latran à Rome. Elle enseigne ensuite la Phénoménologie de l'expérience religieuse à la Faculté de philosophie, intervient dans d’autres universités italiennes et est professeur invité dans plusieurs universités étrangères. Elle anime le Centre italien de recherches phénoménologiques de Rome, qu’elle a contribué à fonder.
Elle se consacre à l’approfondissement de la pensée de Husserl, et à d’autres auteurs de l'école phénoménologique, en particulier aux philosophes allemands s'inscrivant dans cette école, y compris Edith Stein dont elle est une des spécialistes, et Hedwig Conrad-Martius. Elle est une des plus actives représentantes des études phénoménologiques à travers le monde . Ses publications étudient la phénoménologie allemande par rapport aux autres courants de la pensée contemporaine sur les questions, notamment, de l'historicité, de la science, de l'expérience religieuse et des relations entre les cultures et les religions.
Ales Bello a dirigé l'édition complète des œuvres d'Edith Stein en italien, et lui a consacré de nombreuses études. Elle fait partie du comité de rédaction de plusieurs revues italiennes et étrangères, notamment, en Italie, Aquinas, Segni e Comprensione, Per la filosofia, Analecta Husserliana, Phenomenological Inquiry, en Belgique Recherches Husserliennes et en Allemagne Studien zur interkulturellen Philosophie, et  Axiomathes.
Elle s'intéresse également à la thématique de la femme et à la notion de singularité.

## Publications
- Edmund Husserl e la storia, Parme, Studium Parmense, 1971.
- Husserl e le scienze, Rome, La goliardica, 1980.
- L'oggettività come pregiudizio. Analisi di inediti husserliani sulla scienza, Rome, La goliardica, 1982.
- Husserl. Sul problema di Dio, Rome, Studium, 1985.  (ISBN 88-382-3518-X).
- "Per una antropologia fenomenologica. Ragioni e metodo" (con Domenico A. Conci), in AA. VV., Ethos e cultura. Studi in onore di Ezio Riondato, Padoue, Éditrice Antenore, 1991, vol. 1º, p. 573–598.
- (en) "Phenomenology as the semiotics of archaic or 'different' life experiences. Toward an analysis of the Sacred" (con Domenico A. Conci, in Phenomenology Inquiry, vol. 15, 1991, p. 106–128.
- Fenomenologia dell'essere umano. Lineamenti di una filosofia al femminile, Rome, Città Nuova, 1992.
- "Fenomenologia dei segni del sacro", in Archivio di Filosofia, n. 60, 1992, p. 185–193.
- "Sacro e religioso nella fenomenologia della religione", in Per la filosofia, n. 29, 1993.
- "Fenomenologia e antropologia culturale. Il Mondo-della-vita dei primitivi", in Il Contributo, gennaio-marzo 1993, p. 3–9.
- "Archeologia fenomenologica del logos occidentale", in Il Contributo, luglio-settembre 1993, p. 3–12.
- Culture e religioni. Una lettura fenomenologica, Rome, Città Nuova, 1997.
- "Hyle, Body, Life: Phenomenological Archeology of the Sacred", in Analecta Husserliana, n. 57, 1998.
- "La Potenza e il male. Archeologia fenomenologica del sacro e del religioso", in Dialegesthai. Rivista telematica di filosofia [in linea], 1999, [43 KB], ISSN 1128-5478.
- "Teologia filosofica e hyletica fenomenologica: intersoggettività e impersonalità", in Archivio di Filosofia, n. 1-3, 2001.
- L'universo nella coscienza. Introduzione alla fenomenologia di Edmund Husserl, Edith Stein, Hedwig Conrad-Martius, Pisa, ETS, 2003.  (ISBN 88-467-0769-9).
- Edmund Husserl. Pensare Dio, credere in Dio, Padova, Messaggero, 2005.  (ISBN 88-250-1390-6).
- (en) The Divine in Husserl and other explorations, Dordrecht, Springer, 2009.  (ISBN 978-1-4020-8910-7).